# Mu Eridani
Désignations
Mu Eridani (μ Eri) est une étoile binaire de la constellation de l'Éridan. Elle est visible à l’œil nu avec une magnitude apparente de 4,00. Avec une parallaxe annuelle de 6,25 millisecondes d'arc, elle est située à environ 520 années-lumière du Soleil.
En 1910, elle a été identifiée comme étant une étoile binaire spectroscopique à un spectre. Les composantes orbitent autour du centre de masse avec une période de 7,38 jours et une excentricité de 0,344, durant laquelle elles subissent des éclipses de type Algol. La primaire est une étoile de type B à pulsation lente de type spectral B5 IV. Elle possède une vitesse de rotation relativement élevée avec une vitesse de rotation projetée de 130 km/s, ce qui correspond à moins 30 % de la vitesse d'éclatement de l'étoile. L'étoile a environ six fois la masse et le rayon du Soleil, et la luminosité émise par son atmosphère externe est égale à 1 905 fois la luminosité solaire, avec une température effective de 15 668 K,.